# Dom Sowietów w Petersburgu
Dom Sowietów (ros. Дом Советов) – budynek wybudowany w stylu socrealistycznym pod koniec 1930 roku w Petersburgu (wówczas Leningradzie). Budynek mieści się przy prospekcie Moskiewskim.
Od początku Dom Sowietów był planowany jako miejsce sowieckiej administracji Leningradu. Lokalizacja została wybrana na niezagospodarowanej działce na południowych obrzeżach z dala od centrum miasta, które było narażone na częste powodzie, został zaprojektowany przez Noja Trockiego. Budowa rozpoczęła się w 1936 roku i została ukończona tuż przed hitlerowską inwazją na ZSRR podczas II wojny światowej. Budynek nie był nigdy używany zgodnie z przeznaczeniem. W 1941 roku jego konstrukcja została wzmocniona i używany był jako lokalny punkt dowodzenia Armii Czerwonej podczas oblężenia Leningradu.
Później budynek mieścił sowiecki instytut badawczy, który skupiał się na projektowaniu elementów elektronicznych do urządzeń wojskowych. Wśród inżynierów, którzy pracowali w instytucie po II wojnie światowej byli m.in. sowieccy szpiedzy Alfred Sarant i Joel Barr, którzy przez kilka lat wykradali informacje wojskowe w USA. Obecnie w budynku wynajmowana jest powierzchnia biurowa dla firm.
Przed Domem Sowietów rozciąga się Plac Moskiewski (Московская площадь). Podczas budowy stacji metra Moskowskaja (linii Moskiewsko-Piotrogrodzkiej) w 1970 roku, plac ten został gruntownie przebudowany, m.in. ustawiono w jego centrum ogromny pomnik Włodzimierza Lenina zaprojektowany przez Michaiła Anikuszina. W 2006 roku umieszczono obok pomnika fontanny.